# Matthias Volk
Mathias Volk (* 21. Februar 1947) ist ein ehemaliger deutscher Fußballspieler, der als Stürmer beim SV Alsenborn von 1968 bis 1973 in der zweitklassigen Regionalliga Südwest 93 Ligaspiele mit 21 Toren absolviert hat. Der vielseitig einsetzbare Angreifer gewann mit Alsenborn in den Runden 1968/69 und 1969/70 zweimal die Meisterschaft im Südwesten und trat noch in zehn Spielen mit dem SVA in den Bundesligaaufstiegsrunden an. Insgesamt hat Volk von 1968 bis 1974 bei den Vereinen SV Alsenborn, Wormatia Worms und Freiburger FC 117 Regionalligaspiele mit 22 Toren absolviert.

## Laufbahn
Volk durchlief die gesamten Jugendstationen beim Karlsruher SC. Danach sammelte er von 1965 bis 1967 unter Trainer Bernhard Termath erste Erfahrungen im Seniorenbereich in der 1. Amateurliga Nordbaden. Mit Mannschaftskameraden wie Günther Cuntz, Werner Hösl, Hans-Peter Lamparth und David Scheu erreichte er in der Saison 1966/67 die Vizemeisterschaft in Nordbaden. In seinem dritten Seniorenjahr, 1967/68, machte er beim Karlsruher Stadtteilverein FC Neureut die Späher des SV Alsenborn auf sich aufmerksam und schloss sich zur Runde 1968/69 dem „Dorfverein“ bei Kaiserslautern an.
In Alsenborn hatte sich der Kapitän der Weltmeistermannschaft von 1954, Fritz Walter, in seiner neuen Wohnheimat zu einer „betreuenden und beratenden Tätigkeit“ beim heimischen SVA überreden lassen. Im Jahresrhythmus stiegen die „Dorfmannschaft“ von 1963 bis 1965 aus der A-Klasse Westpfalz, über die 2. Amateurliga Westpfalz und 1. Amateurliga Südwest, bis zur Saison 1965/66 in die Regionalliga Südwest auf. In der dritten Regionalligasaison 1967/68 glückte dem SVA erstmals die Erringung der Meisterschaft und der Einzug in die Aufstiegsrunde zur Fußball-Bundesliga.
Vor der Saison 1968/69 hatte Alsenborn den Verlust von Torjäger Jürgen Schieck zu verkraften, begegnete dieser Personalie mit der Verpflichtung von Talenten aus dem Amateurlager wie Werner Adler, Manfred Lenz, Franz Schwarzwälder, Erwin Schwehm,  Werner Fuchs, Bernhard Oberle, Alban Wüst und Matthias Volk. Sportlich wurde die Situation von der Mannschaft und Trainer Otto Render gut angenommen. Der 21-jährige Angreifer debütierte am 2. September 1968, bei einem 1:1-Remis bei TuS Neuendorf in der damals zweitklassigen Regionalliga Südwest. Alsenborn trat in der Angriffsbesetzung mit Manfred Feldmüller, Lorenz Horr, Volk, Franz Schmitt und Josef Sattmann an und der vormalige Amateur aus Karlsruhe zeichnete sich als Torschütze aus.
Sein Einstandsjahr in der Regionalliga war aber von Schicksalsschlägen überschattet: In den letzten Oktobertagen 1968 wurde der schnelle Flügelspieler Josef Sattmann in einen Autounfall verwickelt, wobei er einen schweren Schädelbasisbruch und weitere Kopfverletzungen erlitt. Durch die Schwere der Verletzungen und die Langzeitfolgen konnte das hoffnungsvolle Talent seine sportliche Laufbahn nicht mehr fortsetzen. Am 11. April 1969 verunglückte der verdienstvolle Trainer Render mit dem Auto tödlich. 
Trotzdem feierte Alsenborn am Rundenende die Titelverteidigung und zog wiederum in die Bundesligaaufstiegsrunde ein. Neuzugang Volk hatte in 15 Einsätzen vier Tore erzielt. In der Aufstiegsrunde kam er in den Spielen gegen den VfB Lübeck, Freiburger FC und Hertha Zehlendorf zum Einsatz.
In seiner zweiten Runde bei Alsenborn, 1969/70, kam er unter dem neuen Trainer Heiner Ueberle und an der Seite des Horr-Nachfolgers Karel Nepomucký lediglich zu drei Einsätzen. Der SVA gewann die dritte Meisterschaft in Folge. In der Aufstiegsrunde folgten aber für Volk gegen Arminia Bielefeld, Tennis Borussia Berlin, VfL Osnabrück und den Karlsruher SC sieben Einsätze. Von 1970/71 bis 1972/73 gehörte er mit 75 Ligaeinsätzen in drei Runden mit 17 Toren der Stammbesetzung in Alsenborn an. In der Saison 1971/72 wurde mit dem dritten Rang knapp der erneute Einzug in die Bundesligaaufstiegsrunde verpasst. In seiner fünften Saison beim SV Alsenborn, 1972/73, kam er unter Trainer Horst Kunzmann in allen 30 Rundenspielen zum Einsatz und erzielte sieben Tore an der Seite von Mitspielern wie Franz Schwarzwälder (Torhüter), Walter Frosch, Peter Cordes, Bernd Krebs, Bernhard Oberle, Klaus Schmidt, Reinhard Meier, Wolfgang Röhring, Karel Nepomucký, Werner Kadel, Ernst Hodel und Otmar Ludwig. Mit einem Tor zum 3:3-Heimremis am 6. Mai 1973 gegen Eintracht Trier beendete er seinen Ligaeinsatz in Alsenborn und schloss sich zur letzten Saison der alten zweitklassigen Regionalliga, 1973/74, Wormatia Worms an.
In der Nibelungenstadt hielt es ihn aber nur bis Anfang Oktober 1973 (6 RL-Spiele), ehe er am 27. Oktober bei einer 1:2-Auswärtsniederlage beim VfR Mannheim in Reihen des Freiburger FC unter Trainer Hans Hipp in der Fußball-Regionalliga Süd debütierte. Die Elf vom Möslestadion stieg am Rundenende in das südbadische Amateurlager ab; Volk hatte in 19 Einsätzen ein Tor erzielt.
Seine Spielerkarriere beendete Volk von 1975 bis 1979 in der 1. Amateurliga Südwest bei den Amateuren des 1. FC Kaiserslautern. Danach war er als Trainer bei den Vereinen FK Clausen, VfR Kaiserslautern, FCK-Amateuren und dem FC Quaidersbach weiterhin im Fußballbetrieb unterwegs.